# Резистивіметрія свердловин
Резистивіметрія свердловин (рос. резистивиметрия скважин; англ. well resistivimetry; фр. diagraphie f des puits ; нім. Sondenresistivimetrie f.) — вимірювання резистивіметром питомого електричного опору (або провідності) рідин (бурового розчину, промивальної, видобувної), що заповнюють свердловину. Результати резистивиметрії свердловин використовують при порівнянні для інтерпретації електрокаротажних кривих (бокового каротажу тощо), одержаних у різних свердловинах або в одній і тій же свердловині в різний час, при обчисленні істинних питомих опорів порід на основі уявних опорів, при визначенні місця припливу пластової води у свердловину, дослідженні складу суміші у свердловині — гідрофільної (нафта у воді) і гідрофобної (вода в нафті), визначенні водонафтового розділу у свердловині, виділенні в гідрофільному середовищі місць поступлення в колону води з різним ступенем мінералізації, рівня бурового розчину та флюїдів, мінералізації рідини, складу флюїдів при розробці нафтових родовищ, гідрогеологічних дослідженнях, контролю технічного стану свердловин.